# Pywiack Dome
Le Pywiack Dome est un sommet américain de la Sierra Nevada, en Californie. Ce dôme de granite culmine à 2 698 mètres d'altitude au sein de la partie du parc national de Yosemite qui relève du comté de Mariposa. Il est protégé par la Yosemite Wilderness.
Dans son récit de voyage Un été dans la Sierra, publié en 1911, John Muir, qui l'observe depuis le sommet du pic Tenaya le 8 août 1869, le décrit comme « une protubérance ou un nœud de granit bien fourbi, qui culmine à trois cent cinquante mètres de haut peut-être, et qui paraît aussi parfait et aussi solide dans sa structure qu'un galet roulé par les vagues ».